# Music FM
Music FM é uma emissora de rádio brasileira concessionada em Paulista, porém sediada em Recife, respectivamente cidade e capital do estado de Pernambuco. Opera no dial FM, na frequência 88.7 MHz, sendo pertencente ao Sistema Brasil Nordeste de Comunicação (SBNC).

## História
A frequência está no ar desde 1990 e foi entregue a Sérgio Russel Pinho Alves, Marília Russel Alves e Luciana Silva para funcionar em Paulista, município da Região Metropolitana de Recife. No entanto, suas operações foram concentradas em Recife. Atuou como afiliada da Jovem Pan 2 até 1997, quando foi substituída pela Antena 1.
A afiliação com a Antena 1 durou 18 anos, e durante seus últimos anos, oscilava entre a segunda e terceira colocação na pesquisas do Ibope com as rádios adulto-contemporâneas mais ouvidas da região metropolitana. Em maio de 2015, foi anunciado que a emissora passaria a ser afiliada da Band FM, passando a incorporar estilo popular. A afiliação ocorreu em 7 de junho. No mesmo dia, o grupo SBNC reestreou a Band FM em Caruaru, substituindo a Jovem Pan FM.
Em maio de 2017, foi anunciado que a emissora iria deixar de transmitir a Band FM e se afiliar à Mix FM. A parceria teria sido firmada com a rádio depois de deixar de atuar na frequência da Hits FM, de Jaboatão dos Guararapes, em abril do mesmo ano. A estreia oficial deveria acontecer em 23 de maio de 2017, fazendo com que a Band FM Caruaru também se afiliasse com a Mix. No entanto, de acordo com o site Tudo Rádio, esta afiliação gerou um impasse entre o grupo SBNC e a Jovem Pan FM, devido ao fato do grupo manter a Jovem Pan FM Recife e a Jovem Pan FM Caruaru e ter uma cláusula contratual impedindo o grupo de manter outras estações no mesmo estilo. Na data de estreia da Mix FM, o grupo manteve a afiliação com a Band FM. Em 11 de setembro, a emissora deixou de transmitir a Band FM e passa a se chamar Music FM.